# San Gregorio da Sassola
San Gregorio da Sassola és un comune (municipi) de la ciutat metropolitana de Roma, a la regió italiana del Laci, situat uns 30 km a l'est de Roma. L'1 de gener de 2018 tenia 1.582 habitants.
San Gregorio da Sassola limita amb els següents municipis: Capranica Prenestina, Casape, Castel Madama, Ciciliano, Poli, Roma i Tívoli.
A l’antiguitat, la ciutat dels eques d’Aefula, esmentada per Plini el Vell i per Titus Livi, es trobava dins dels límits de l'actual municipi.

## Ciutats agermanades
- Hammonton, Estats Units